# داگلاس (وایومینگ)
داگلاس(به انگلیسی: Douglas) شهری در ایالت وایومینگ کشور ایالات متحده آمریکا است که جمعیت آن در سرشماری سال ۲۰۱۰ میلادی، ۶٬۱۲۰ نفر بوده‌است.